# Кріштоф Деак
Кріштоф Деак (угор. Deák Kristóf; нар. 7 червня 1982, Будапешт, Угорщина) — угорський режисер, сценарист, продюсер, відомий завдяки своїй роботі над стрічкою «Співай», яка виграла  премію «Оскар» за найкращий ігровий короткометражний фільм року 2017 року.

## Біографія
Народився 1982 року в Будапешті. Вищу освіту здобував у Будапештському університеті технології та економіки, вивчаючи електроінженерію. Згодом перевівся до Університету театру та кіно на спеціальність виробництво фільмів. Під час навчання вивчив монтаж та підробляв як незалежний монтажник. 2010 року отримав диплом Університету Вестмінстера за спеціальністю режисура на телебаченні та в кіно.
2011 року брав участь у виробництві угорського серіалу «Hacktion», будучи режисером 12 серій.
2017 року його короткометражний фільм «Співай» виграв премію «Оскар» за найкращий ігровий короткометражний фільм року.

## Фільмографія
| Рік       | Назва            | Країна                   | Жанр/тип         | Режисер        | Сценарист | Інше                      |
| --------- | ---------------- | ------------------------ | ---------------- | -------------- | --------- | ------------------------- |
| 2016      | Співай           | Угорщина                 | Короткометражний | Так            | Так       | Продюсер                  |
| 2015      | Беверлі          | Велика Британія          | Короткометражний |                |           | Монтаж                    |
| 2014      | Дах              | Велика Британія          | Короткометражний |                |           | Монтаж                    |
| 2013      | Колібрі          | Іспанія/ Велика Британія | Короткометражний |                |           | Монтаж                    |
| 2013      | The UnDream      | Велика Британія          | Короткометражний |                |           | Монтаж, помічник режисера |
| 2012      | Начальник        | Велика Британія          | Короткометражний | Так            |           | Монтаж                    |
| 2012      | Втрачаючи це     | Велика Британія          | Короткометражний | Так            |           | продюсер, сценарист       |
| 2011—2012 | Hacktion         | Угорщина                 | Серіал           | Так (12 серій) | Так       | Сценарист                 |
| 2010      | Гольф з рушницею | Велика Британія          | Короткометражний | Так            |           | Монтаж (2 серії)          |